# ليكسي دين روبرتسون
ليكسي دين روبرتسون (بالإنجليزية: Lexie Dean Robertson)‏ هي كاتِبة وشاعرة أمريكية، ولدت في 25 يوليو 1893 في ليندايل في الولايات المتحدة، وتوفيت في 16 فبراير 1954 في أبيلين في الولايات المتحدة.